# Rikke Marie Madsen
Rikke Marie Madsen (* 9. August 1997) ist eine dänische Fußballspielerin. Die Stürmerin steht seit 2024 beim FC Everton unter Vertrag. Seit 2019 spielt sie für die dänische Nationalmannschaft.

## Karriere

### Verein
Madsen kam 2018 zu VSK Aarhus und hatte in ihrer ersten Saison 18 Einsätze, in denen sie sechs Tore erzielte. Der Verein beendete die Saison als Dritter und verpasste damit die UEFA Women’s Champions League 2019/20. Danach wechselte sie zu Vålerenga Oslo und wurde mit dem Verein Vizemeister. 
Auf europäischer Ebene hätte sie erstmals in der ersten Qualifikationsrunde zur UEFA Women’s Champions League 2020/21 zum Einsatz kommen können, wo Vålerenga am 4. November 2020 auf den färöischen Meister KÍ Klaksvík traf und mit 7:0 gewann, wurde aber nicht eingesetzt. Die Qualifikation zur UEFA Women’s Champions League 2021/22 begann für sie mit Siegen gegen KFF Mitrovica (5:0) und PAOK Thessaloniki (2:0). In der zweiten Runde verloren sie aber zweimal (1:3, wobei sie das Tor für ihre Mannschaft erzielte, und 2:3) gegen BK Häcken und verpassten damit die erstmals ausgetragene Gruppenphase. Nach zweieinhalb Jahren in Oslo verließ sie den Klub. Seit Januar 2022 spielt sie für Madrid CFF in der Primera División.
Im August 2022 wechselte sie zum NWSL-Franchise North Carolina Courage.
Im Dezember 2022 wurde sie an Melbourne Victory ausgeliehen. Nach dem Ende der Saison kehrte sie in die USA zurück.
Im Januar 2024 wechselte sie zum FC Everton. Verletzungsbedingt und aufgrund ihrer Schwangerschaft kam sie bisher nur auf zehn Einsätze in zwei Spielzeiten.

### Nationalmannschaft
Im April 2013 kam sie bei zwei Freundschaftsspielen gegen Deutschland zu ihren ersten Einsätzen in der dänischen U-16-Mannschaft und erzielte in jedem Spiel zwei Tore. Im Juli 2013 nahm sie mit der U-16 am Nordic Cup teilnahm. Im August 2013 kam sie in zwei Spielen der U-17-Mannschaft bei der ersten Qualifikationsrunde für die U-17-EM 2014 zum Einsatz, die in ihrer Heimat ausgetragen wurde. Mit Siegen gegen Griechenland, Wales und die Färöer erreichten sie die Eliterunde. Bei dieser im Oktober in Portugal ausgetragenen Runde belegten die Däninnen aber nur den letzten Platz  Im August 2014 bestritt sie ihr erstes Spiel für die U-19-Mannschaft, ein Freundschaftsspiel gegen die Slowakei. Es folgten im März 2015 zwei Spiele bei einem Turnier in La Manga und dann ein Einsatz in der zweiten Qualifikationsrunde zur U-19-EM 2015 in den Niederlanden. Mit drei Siegen erreichten die Däninnen die Endrunde in Israel. Dort wurde sie beim Sieg gegen die Gastgeberinnen eingesetzt, blieb aber ohne Torerfolg. Es folgten knappe Niederlagen gegen Frankreich und den späteren Sieger Schweden, wonach die Däninnen ausschieden. Im September 2015 nahm sie dann mit der U-19-Mannschaft noch an der ersten Qualifikationsrunde in Weißrussland zur U-19-EM 2016 teil, bei der sie zwei Einsätze hatte und als Gruppensieger die Eliterunde im April erreichte. Bei dieser, in ihrer Heimat ausgetragenen Runde, hatte sie ihre letzten drei Einsätze in der U-19-Mannschaft und verpasste als fünftbester Gruppenzweiter die Endrunde.
Am 9. November 2018 bestritt sie dann ein Spiel mit der U-23-Mannschaft gegen Finnland. Finnland war auch Gegner während des Januartrainingslagers in Zypern bei ihrem ersten Einsatz in der A-Nationalelf. Sie stand in der Startelf und wurde nach 53 Minuten ausgewechselt. Im Mai hatte sie dann einen 26-minütigen Einsatz bei einer 0:2-Niederlage in einem Freundschaftsspiel gegen England. Es folgten vier Kurzeinsätze in der Qualifikation zur EM 2022. Beim Spiel gegen Georgien erzielte sie in der ersten Minute der Nachspielzeit ihr erstes Tor für die A-Nationalmannschaft zum 14:0-Endstand. Es folgten zwei Kurzeinsätze beim Algarve-Cup 2020. Sie wurde dann zwar auch für die EM-Qualifikationsspiele nach der COVID-19-bedingten Länderspielpause nominiert, aber nicht eingesetzt. In der Qualifikation für die WM 2023 wurde sie siebenmal nominiert, erhielt aber nur drei Kurzeinsätze. Nach dem Ausschluss der Russinnen wegen des völkerrechtswidrigen russischen Überfalls auf die Ukraine standen die Däninnen vorzeitig als WM-Teilnehmerinnen fest, an der sie zuletzt 2007 teilnahmen. 
Am 16. Juni 2022 wurde sie für die EM-Endrunde 2022 nominiert. Bei der EM wurde sie in den Gruppenspielen bei den Niederlagen gegen Deutschland und Spanien eingesetzt. Zwar konnte ihre Mannschaft ohne sie gegen Finnland mit 1:0 gewinnen, die Däninnen schieden aber trotzdem als Gruppendritte aus.
Am 30. Juni 2023 wurde sie für die WM-Endrunde in Australien und Neuseeland nominiert, wurde in jedem der vier Spiele ihres Teams eingesetzt und schied mit der Mannschaft im Achtelfinale gegen die Australierinnen aus.
Da erstmals das Abschneiden bei der WM für die europäischen Teams nicht entscheidend für die Qualifikation zu den Olympischen Spielen 2024 war, hatten die Däninnen noch die Chance sich über die UEFA Women’s Nations League 2023/24 für die Spiele in Paris zu qualifizieren. Die Däninnen konnten auch im ersten Spiel den härtesten Konkurrenten Deutschland mit 2:0 besiegen, verloren aber nach drei weiteren Siegen gegen die anderen Gruppengegner das Rückspiel in Deutschland mit 0:3 und auch das letzte Heimspiel gegen Island. Damit verpassten sie als Gruppenzweite das Final Four Turnier, bei dem um zwei Olympiatickets gespielt wurde. Rikke hatte dabei drei Kurzeinsätze.
Obwohl sie seit Februar 2024 kein Länderspiel mehr bestritten hatte, wurde sie am 20. Juni 2025  für die EM-Endrunde nominiert. Sie kam dort aber nicht zum Einsatz, als ihre Mannschaft nach drei Niederlagen ausschied.

## Erfolge
- 2020: Norwegische Meisterin und Pokalsiegerin
- 2021: Norwegische Pokalsiegerin
- 2023: NWSL Challenge Cup-Siegerin (ohne Finaleinsatz)